# Supremoco
Supremoco is een historisch motorfietsmerk.
De bedrijfsnaam was: Supreme Motor Company of Lime Grove, Longsight, Manchester, later Stalybridge.
Supremoco was een Brits merk dat in 1921 begon met het op beperkte schaal produceren van motorfietsen met inbouwmotoren die bij andere bedrijven werden ingekocht. Zo gebruikte men de populaire 269cc-Villiers-tweetaktmotor, maar ook de 318cc-Dalm-tweetakt en zijklepmotoren van 348- en 545 cc van Blackburne. Er werden op verzoek van de klant ook PeCo-motoren gebruikt en men kon kiezen tussen een groot aantal aandrijfsystemen, met of zonder versnellingen.
Ook de Defy-All-motorfietsen werden hier gebouwd.